# Chilo crossosticha
Chilo crossosticha là một loài bướm đêm trong họ Crambidae.